# Kenya Television Network
Kenya Television Network (KTN) ist ein kenianischer Fernsehsender in Nairobi. Der Sender startete im März 1990.

## Geschichte
Nach seinem Start im Jahr 1990 sendete KTN Sendungen von CNN International, MTV Europe und anderen europäischen, amerikanischen und australischen Fernsehsendern sowie Fernsehsendern aus anderen afrikanischen Staaten. KTN startete als Pilotprojekt für einen 24-Stunden-Abonnement-Fernsehsender in Nairobi und Umgebung. Die Pläne, das Signal zu verschlüsseln, wurden jedoch aufgegeben, und KTN bezog seine Einnahmen in den meisten 90er Jahren aus Werbe- und Fernsehproduktionsdienstleistungen. Das von Jared Kangwana gegründete Unternehmen wurde von der in London ansässigen Maxwell Communications, dem südafrikanischen MNET und der damaligen Regierungspartei Kenya African National Union (KANU) als Bieter für eine Beteiligung ausgewählt. Der Sender gewann die Bewerbung für die Olympischen Sommerspiele 1992 sowie die Rechte an mehreren anderen internationalen Veranstaltungen. 
Im Mai 2015 startete der Schwesterkanal KTN News Kenya.